# Rhamphomyia turneri
Rhamphomyia turneri är en tvåvingeart som beskrevs av Bartak 2002. Rhamphomyia turneri ingår i släktet Rhamphomyia och familjen dansflugor.
Artens utbredningsområde är Washington. Inga underarter finns listade i Catalogue of Life.